# Jean-Luc Molinéris
Jean-Luc Molinéris (Grenoble, 25 d'agost de 1950) va ser un ciclista francès, que fou professional entre 1971 i 1977. Durant la seva carrera professional destaca la victòria en una etapa del Tour de França de 1974. El 1976 guanyà la París-Bourges.
És fill del també ciclista Pierre Molinéris.

## Palmarès
- 1971
  - 1r a l'Étoile de Bessèges
- 1972
  - 1r a l'Étoile de Bessèges
- 1974
  - 1r a Ambert
  - 1r a Concarneau
  - Vencedor d'una etapa al Tour de França
  - Vencedor d'una etapa al Tour de l'Oise
- 1976
  - 1r al GP de Peymeinade
  - 1r a la París-Bourges

### Resultats al Tour de França
- 1974. Abandona (20a etapa). Vencedor d'una etapa
- 1976. Abandona (15a etapa)
- 1977. Abandona (17a etapa)

### Resultats al Giro d'Itàlia
- 1973. 60è de la classificació general